# Aiguille à tricoter
Pour les articles homonymes, voir Aiguille.

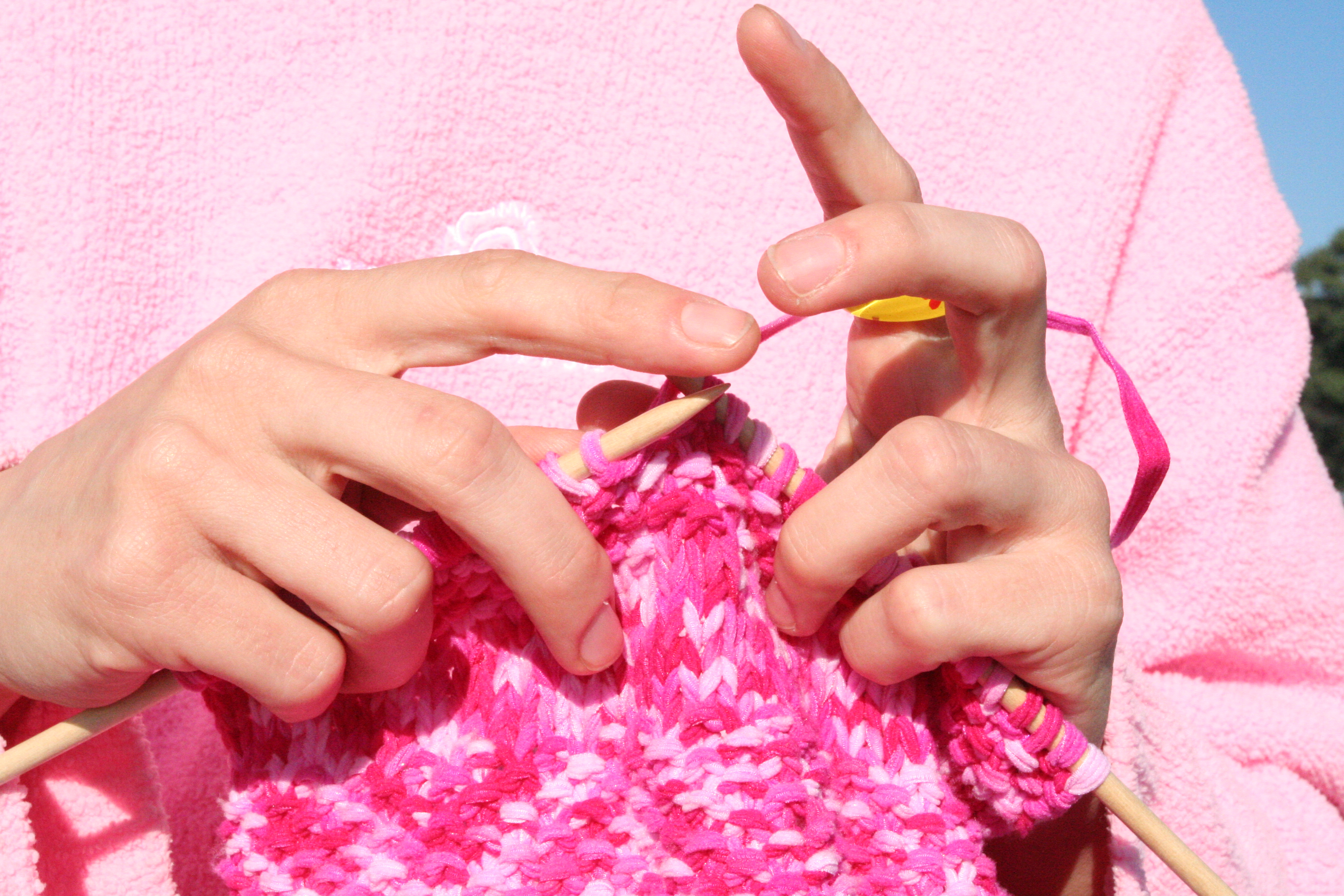
Maniement des aiguilles à tricoter

Les aiguilles à tricoter (à main) s’utilisent normalement par paire et permettent de tricoter.
Au XVIe siècle, l’aiguille à tricot était en bois et se désignait sous le terme trique.

## Types d’aiguilles

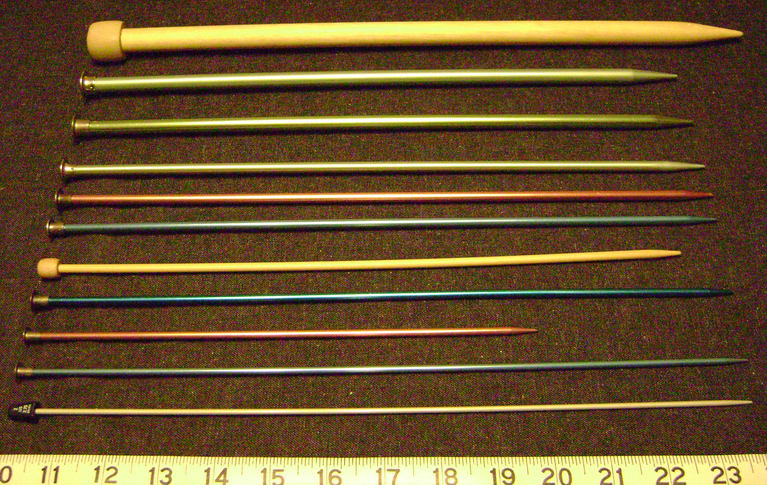
Aiguilles à tricoter de diverses tailles (n° américain 2, 4, 5, 6, 7, 8, 9, 10, 11, 13 et 15 de bas en haut) Les nos 7 et 15 sont respectivement en bambou et en bois, tandis que les autres sont en aluminium. Avec une surface plus lisse, les aiguilles métalliques permettent de tricoter plus vite, mais les mailles sont plus portées à tomber par accident.

Il y a trois types de base d'aiguilles à tricoter.

### Aiguilles droites à une pointe
Les deux aiguilles sont identiques et ont une longueur d'environ 25 à 40 cm ; une des extrémités est pointue pour permettre de réaliser les mailles, le corps de l’aiguille est cylindrique et l’autre extrémité est munie d'une boule afin que les mailles ne s’échappent pas.
Le tricotage de nouvelles mailles ne s'effectue qu'à l'extrémité pointue, et on a vendu des aiguilles à pointe éclairée pour tricoter dans le noir.

### Aiguilles à deux pointes

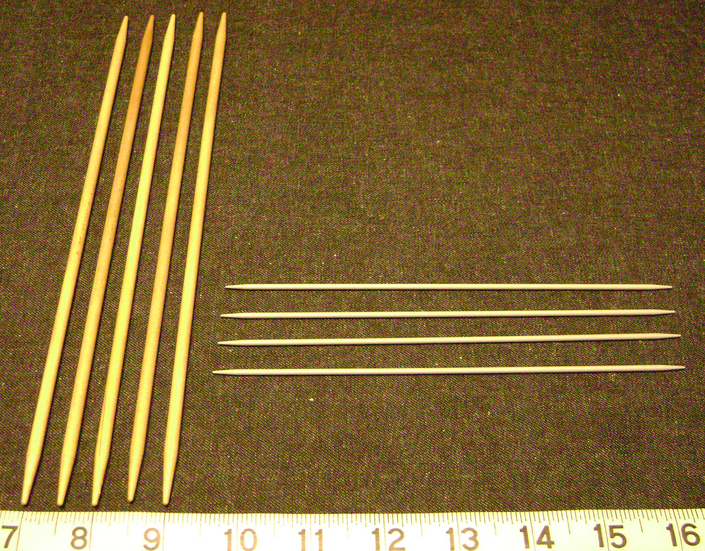
Les aiguilles à tricoter à deux pointes sont vendues d'habitude en ensembles (jeux) de 4 (à droite, taille N° 1 américaine) ou de 5 (à gauche, taille américaine N° 8).

Les aiguilles à tricoter à deux pointes sont utilisées pour réaliser des ouvrages cylindriques sans couture ou assemblage ultérieur. Elles s'utilisent par jeux de 4 ou 5, la forme du tricot permettant que les mailles ne s’échappent pas. Elles sont généralement plus courtes, moins d'une vingtaine de cm, car utilisées pour des réalisations de petits diamètres, par exemple les chaussettes. D'habitude, on tricote avec deux des aiguilles, les autres retenant le reste des mailles actives.

#### Aiguille à torsades
C’est une petite aiguille spécialisée à deux pointes, munie d'une chicane au milieu, qui permet de stocker quelques mailles en attente sur le devant ou l'arrière de l'ouvrage, pour les tricoter ensuite, sur le même rang, et ainsi donner un effet de torsade.

#### Swing needles
Les swing needles sont des aiguilles double pointe avec une bille d’arrêt amovible.

### Aiguille circulaire

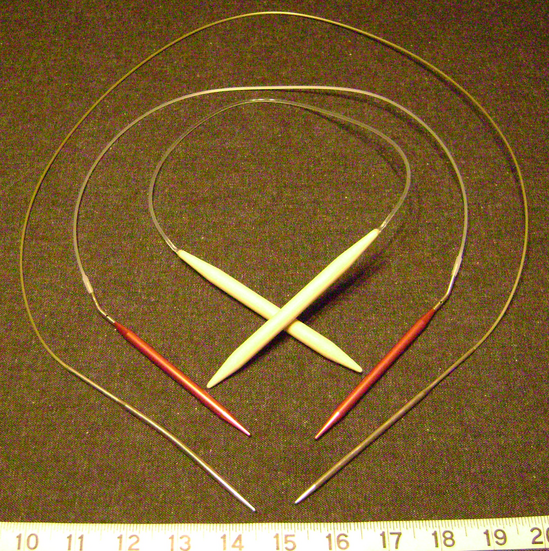
Aiguilles à tricoter circulaires en 3 longueurs et tailles différentes. Du centre au bord : pointes en bois n° 15, pointes n° 9 en métal rouge, pointes chromées n° 5 pour la vitesse. Les numéros de taille sont américains.

L’aiguille circulaire est une invention récente (au début du XXe siècle, les Allemands et les Alsaciens se servaient déjà de ces aiguilles) : composée de deux pointes reliées par un câble plastique, elle permet comme les jeux d'aiguilles à deux pointes, de tricoter en rond mais pour des ouvrages de taille plus importante, selon la longueur du câble, typiquement entre 60 cm et 1,5 m, mais également en allers-retours pour plus de confort. Il existe des kits spéciaux qui permettent d'ajuster le diamètre et la longueur des aiguilles circulaires selon les besoins : des bouts rigides de divers diamètres peuvent être vissés sur des câbles de diverses longueurs. La possibilité de travailler à partir des deux bouts de la même aiguille est commode pour divers types de tricot.

## Matériaux
Les aiguilles peuvent être faites de beaucoup de matières, les plus communes étant l’aluminium, le bois, le bambou et le plastique. Différents matériaux ont différents coefficients de frottement et accrochent la laine différemment. Les aiguilles lisses comme les métalliques sont utiles pour tricoter vite, mais les aiguilles plus rugueuses, comme le bambou, sont plus sûres pour ne pas laisser filer des mailles.
Des aiguilles réalisées en matériau souple permettent de travailler sur un grand nombre de mailles avec un encombrement réduit.

## Dimensions
Il existe des aiguilles de différents diamètres en fonction du diamètre du fil utilisé et éventuellement de l’effet recherché, mailles plus ou moins serrées ou lâches.
Bien que le diamètre des aiguilles soit souvent mesuré en millimètres, il y a divers systèmes de tailles, en particulier ceux spécifiques aux États-Unis, au Royaume-Uni, et au Japon.

### Table de conversion
| Système métrique (mm) | Taille américaine | Taille anglaise / Canadienne | Taille Japonaise |
| --------------------- | ----------------- | ---------------------------- | ---------------- |
| 2,0                   | 0                 | 14                           |                  |
| 2,1                   |                   |                              | 0                |
| 2,25                  | 1                 | 13                           |                  |
| 2,4                   |                   |                              | 1                |
| 2,5                   |                   |                              |                  |
| 2,7                   |                   |                              | 2                |
| 2,75                  | 2                 | 12                           |                  |
| 3,0                   |                   | 11                           | 3                |
| 3,25                  | 3                 | 10                           |                  |
| 3,3                   |                   |                              | 4                |
| 3,5                   | 4                 |                              |                  |
| 3,6                   |                   |                              | 5                |
| 3,75                  | 5                 | 9                            |                  |
| 3,9                   |                   |                              | 6                |
| 4,0                   | 6                 | 8                            |                  |
| 4,2                   |                   |                              | 7                |
| 4,5                   | 7                 | 7                            | 8                |
| 4,8                   |                   |                              | 9                |
| 5,0                   | 8                 | 6                            |                  |
| 5,1                   |                   |                              | 10               |
| 5,4                   |                   |                              | 11               |
| 5,5                   | 9                 | 5                            |                  |
| 5,7                   |                   |                              | 12               |
| 6,0                   | 10                | 4                            | 13               |
| 6,3                   |                   |                              | 14               |
| 6,5                   | 10 ½              | 3                            |                  |
| 6,6                   |                   |                              | 15               |
| 7,0                   |                   | 2                            | 7 mm             |
| 7,5                   |                   | 1                            |                  |
| 8,0                   | 11                | 0                            | 8 mm             |
| 9,0                   | 13                | 00                           | 9 mm             |
| 10,0                  | 15                | 000                          | 10 mm            |
| 12,0                  | 17                |                              |                  |
| 16,0                  | 19                |                              |                  |
| 19,0                  | 35                |                              |                  |
| 25,0                  | 50                |                              |                  |

## Record

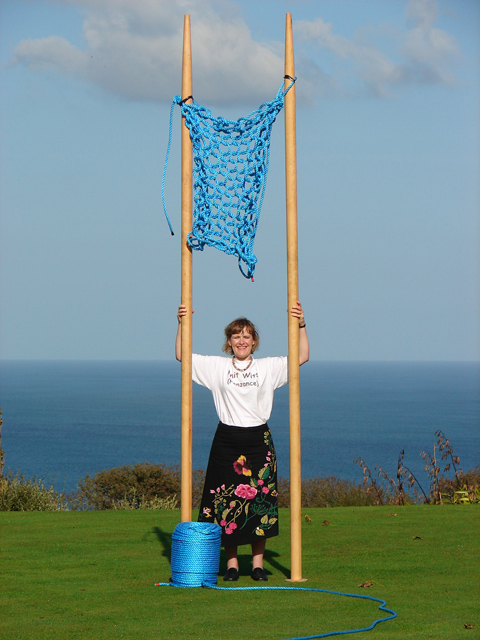
Record de taille d'aiguilles à tricoter. Elles fonctionnent.

Le « record mondial Guinness de tricot avec les plus grandes aiguilles » appartient en 2009 à Julia Hopson de Penzance (Cornouailles). Elle a tricoté un jersey de 10 mailles sur 10 rangs avec des aiguilles de 6,5 cm de diamètre et de 3,5 m de long.